# Capelle-Fermont
Capelle-Fermont település Franciaországban, Pas-de-Calais megyében. Lakosainak száma 221 fő (2022. január 1.). Capelle-Fermont Camblain-l’Abbé, Agnières, Frévin-Capelle, Habarcq, Haute-Avesnes és Hermaville községekkel határos.

## Népesség
A település népességének változása:
| Lakosok száma | 202  | 212  | 219  | 217  | 220  | 220  | 217  | 219  | 221  |
|               | 2013 | 2015 | 2016 | 2017 | 2018 | 2019 | 2020 | 2021 | 2022 |